# Af Kleen
af Kleen är en adelsätt som introducerades på Riddarhuset i Stockholm den 30 augusti 1859. Den 31 december 2020 var 74 personer med efternamnet af Kleen bosatta i Sverige.

## Historik

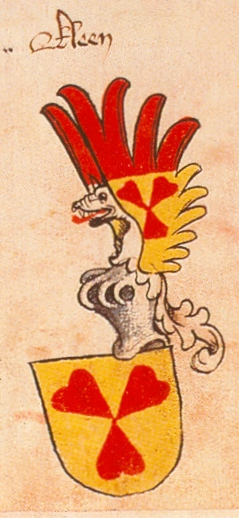
Den tyska ätten von Kleens vapen i en vapenbok från år 1459.

Enligt Elgenstiernas ättetavlor skall ätten enligt släkttradition härstamma från en gammal tysk adlig ätt vid namn von Kleen. Denna ätt var besutten i trakten norr om Frankfurt am Main, där stamgodset Kleeberg var beläget i byn Kleen i Langgöns kommun. En Wenzel von Kleen namnes 1324 och hans ättlingar kvarlevde ännu under reformationen och religionskrigen i början av 1600-talet. Enligt den tyske historiken Heinrich Reimer (1848-1922) nämns i en urkund en Conrad von Kleen i Cleeburg 1253, men ätten är förmodligen betydligt äldre.
Den äldsta medlemmen av den svenska ätten var Olof Kleen född 1682, kvartermästare vid Norra skånska kavalleriregementet och Landskrona skvadron. Hans son Johan född i Nöbbelövs socken (1728-1801) och sonson Anders född i Svalövs socken (1758-1809) var bägge militärer vid samma kavalleriregemente. Anders stred i Finska kriget (1788-90) och tillfångatogs vid Viborgska gatloppet och hemkom 1790.
Anders Kleens son Johan Kleen (1800-84) fick vid adlandet 1858 det nya efternamnet af Kleen. Enligt 1809 års regeringsform §37 tilldelades adelsvärdigheten endast den adlade själv, inte hans ättlingar, och det var endast huvudmannen bland ättlingarna som ärvde adelsvärdigheten. Övriga ättlingar förblev ofrälse. Vid Johan af Kleens död ärvdes således adelsvärdigheten  och namnet af Kleen först av en sonson och sedan av en son till denne. Den sistnämnde, direktören Nils af Kleen (1894–1983), ärvde adelsvärdigheten och namnet vid 17 års ålder 1911. Hans fyra söner, födda 1920–1929, och deras ättlingar har sedan följt huvudprincipen i svensk namnlagstiftning och behållit sina föräldrars efternamn af Kleen oberoende av adelsvärdigheten. De flesta har alltså varit ofrälse med ett adligt namn.

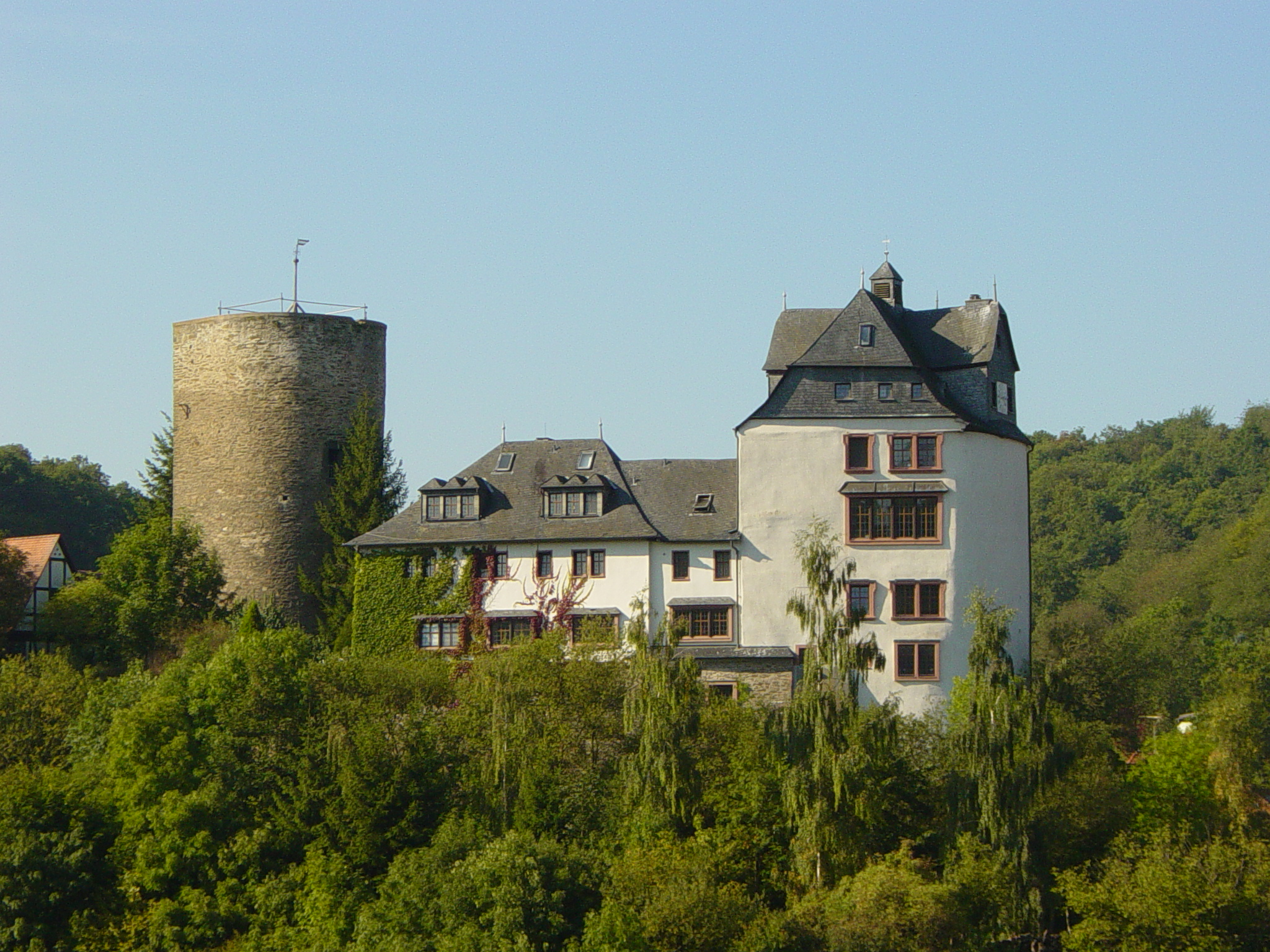
Den tyska ättens sätesgods borgen Cleeburg.

Adelskalendern, som utges av föreningen Riddarhuset, uppger av tradition inte bara adliga personer och deras familjer utan också de ofrälse som står i arvföljden till adelstiteln i ätter som adlats enligt §37 ovan. Vissa av dessa i släkten Kleen heter således Kleen, andra af Kleen. Arvföljden enligt §37 är liksom för adelskap i övrigt strikt manlig (agnatisk). Av denna orsak är till exempel författaren Björn af Kleen inte upptagen i Adelskalendern.
Medlemmar av släkten Kleen var i över 100 år kvartermästare vid Landskrona skvadron av Norra skånska kavalleriet. Skilda uppgifter föreligger för förnamnen på de två äldsta släktmedlemmarna. Hette den äldre Olof eller Henrik (död 1740?) och den yngre Olof Henric, Jöns eller Johan (1728–1801)? Först för den tredje kända generationen, kvartermästaren Anders Kleen (1758–1809), föreligger samstämmiga uppgifter.
Släktträdet nedan utgår från denne. Det har med namn dels på biograferade personer dels på familjemedlemmar, som visar släktskapen mellan dessa. Uppgifterna är till största delen hämtade från Svenskt biografiskt lexikon.

### Släktträd (urval)
- Anders Kleen (1758–1809), kvartermästare i Annelöv, Landskrona kommun
  - Johan Berndt Kleen (1784–1834), kvartermästare i Annelöv, Landskrona kommun
    - Christina Svensson (Kleen)- namnet osäkert och troligen fel
      - Johan Peter Herman Kléen (1842–1921), lantbrukare i Sätofta, Höörs kommun
        - Emil Kléen (1868–1898), journalist, författare och poet

  - Johan af Kleen (1800–1884), generallöjtnant, adlad 1858
  - + Anna Beata af Kleen (1813–1894), född Ehrenborg miniatyrmålare, gift medJohan af Kleen
    - Viktor Kleen (1837–1875), kapten
      - Erland William af Kleen (1866 –1911), kapten, adelsman vid farfaderns död 1884
        - Nils af Kleen (1894–1982), direktör, adelsman vid faderns död 1911
          - Bertil af Kleen (1929–1994), direktör
            - Suzanne (Sussi) af Kleen (född 1956), lärare[10]
              - Björn af Kleen (född 1980), journalist och författare[11]

        - Erland Kleen (1911–2004), diplomat
          - Lars Kleen (född 1941), konstnär

    - Richard Kleen (1841–1923), diplomat, folkrättslig författare och donator, 
      - Nils Kleen (1872–1965), agronom och jordbrukare
      - Tyra Kleen (1874–1951), konstnär och författare

    - Emil Kleen (1847–1923), läkare och skriftställare
      - Else Kleen (1882–1968), journalist, samhällsdebattör, författare,
      - Willy Kleen (1884–1966), generalstabsofficer, skriftställare